# غابرييل غواردا
غابرييل غواردا (ولد باسم فرناندو غواردا جيويتز، 19 يناير 1928 - توفي 23 أكتوبر 2020)، هو مؤرخ ومهندس من تشيلي. درس الهندسة المعمارية في الجامعة البابوية الكاثوليكية في تشيلي. كان عضوًا في هيئة تحرير مجلة «هيستوريا» بعد إنشائها عام 1961. في عام 1984 حصل على جائزة التاريخ الوطني التشيلي.